# St. Peter (Bruckbach)

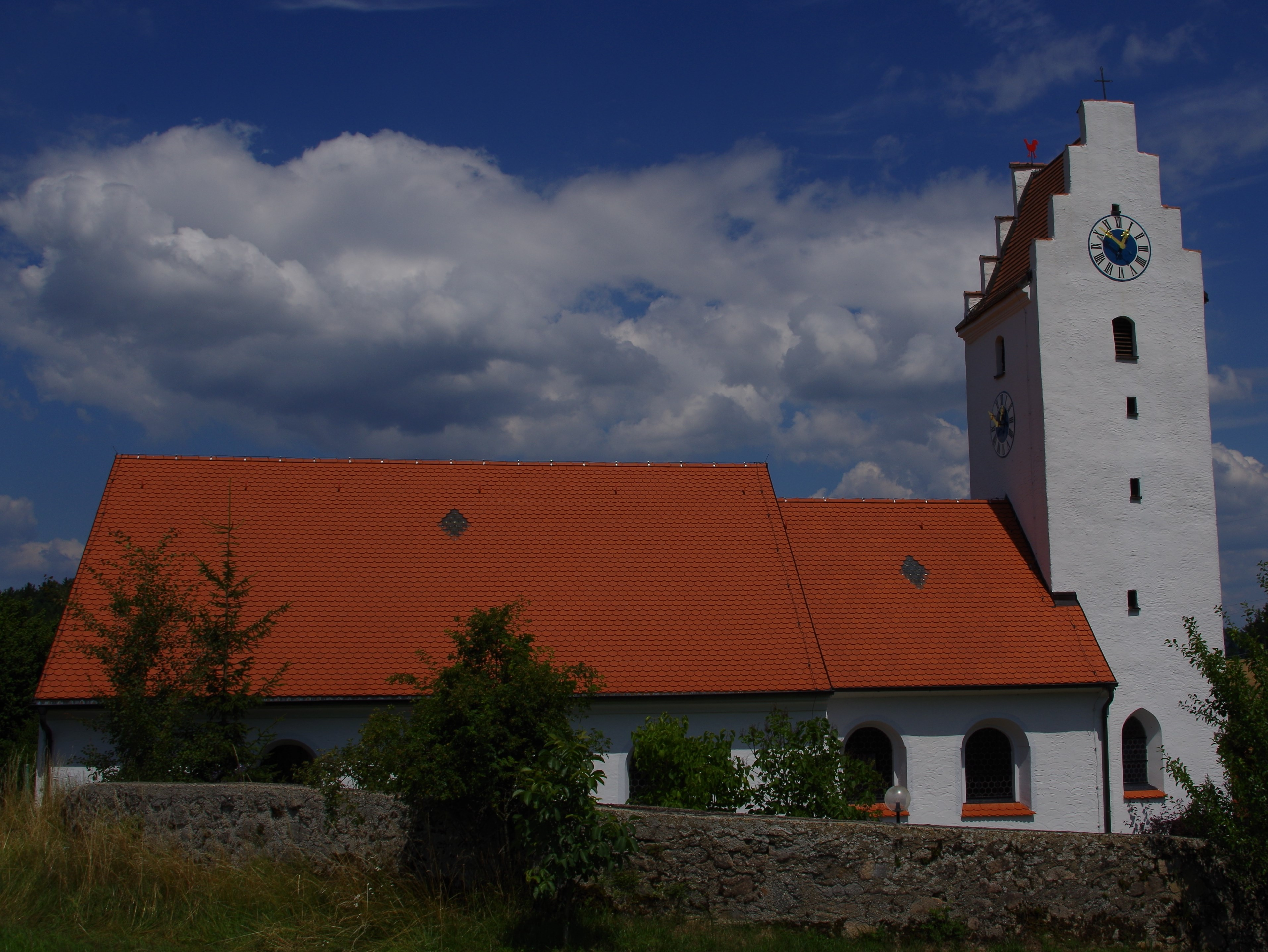
St. Peter (Bruckbach)

Die römisch-katholische, denkmalgeschützte Filialkirche St. Peter steht in Bruckbach, einem Ortsteil der Gemeinde Brennberg im Landkreis Regensburg der Oberpfalz. Die Kirche gehört zum Bistum Regensburg. Das Bauwerk ist unter der Denkmalnummer D-3-75-120-15 als Baudenkmal in die Bayerische Denkmalliste eingetragen.

## Beschreibung
Die Saalkirche besteht aus einem eingezogenen romanischen Chor, der ursprünglich das Langhaus war, an den der spätgotische Chorturm aus der 2. Hälfte des 15. Jahrhunderts nach Osten angebaut war. Das heutige Langhaus wurde 1953/54 nach Westen an den heutigen Chor angefügt. Der Chorturms wurde im 18. Jahrhundert mit Geschossen aufgestockt, die den Glockenstuhl und die Turmuhr beherbergen. Außerdem wurde er quer mit einem Satteldach zwischen Staffelgiebeln bedeckt. Das Erdgeschoss des Chorturms ist mit einem Sterngewölbe überspannt, der heutige Chor mit einer Flachdecke. Zur Kirchenausstattung gehören der Hochaltar von 1712 und die Kanzel aus der 2. Hälfte des 17. Jahrhunderts.